# Nüziders
Nüziders è un comune austriaco di 4 883 abitanti nel distretto di Bludenz, nel Vorarlberg.